# Timothy H. O’Sullivan

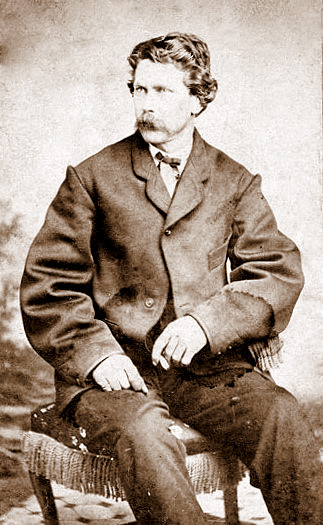
O'Sullivan um 1871/74

Timothy H. O’Sullivan (* um 1840 vermutlich in Irland; † 14. Januar 1882 in Staten Island) war ein US-amerikanischer Fotograf, der hauptsächlich durch seine Werke, die den Sezessionskrieg dokumentierten, und seine bei Expeditionen entstandenen Landschaftsaufnahmen Berühmtheit erlangte.

## Frühe Jahre
1840 wurde Timothy H. O’Sullivan als Sohn von Jeremiah und Ann O’Sullivan vermutlich in Irland geboren. Seine Familie siedelte dann aufgrund der Großen Hungersnot in ihrem Heimatland in die Vereinigten Staaten von Amerika über. Ansonsten sind nur wenig Informationen über die Ausbildung und die Erziehung O’Sullivans bekannt. Fest steht jedoch, dass er 1856 oder 1857 eine Ausbildung in Mathew B. Bradys Fotogalerie in New York City begann, wo er das Verfahren der Daguerreotypie erlernte. Kurz darauf wurde er in eine Zweigstelle von Bradys Unternehmen in Washington, D.C. versetzt, die von Alexander Gardner geführt wurde.

## Sezessionskrieg

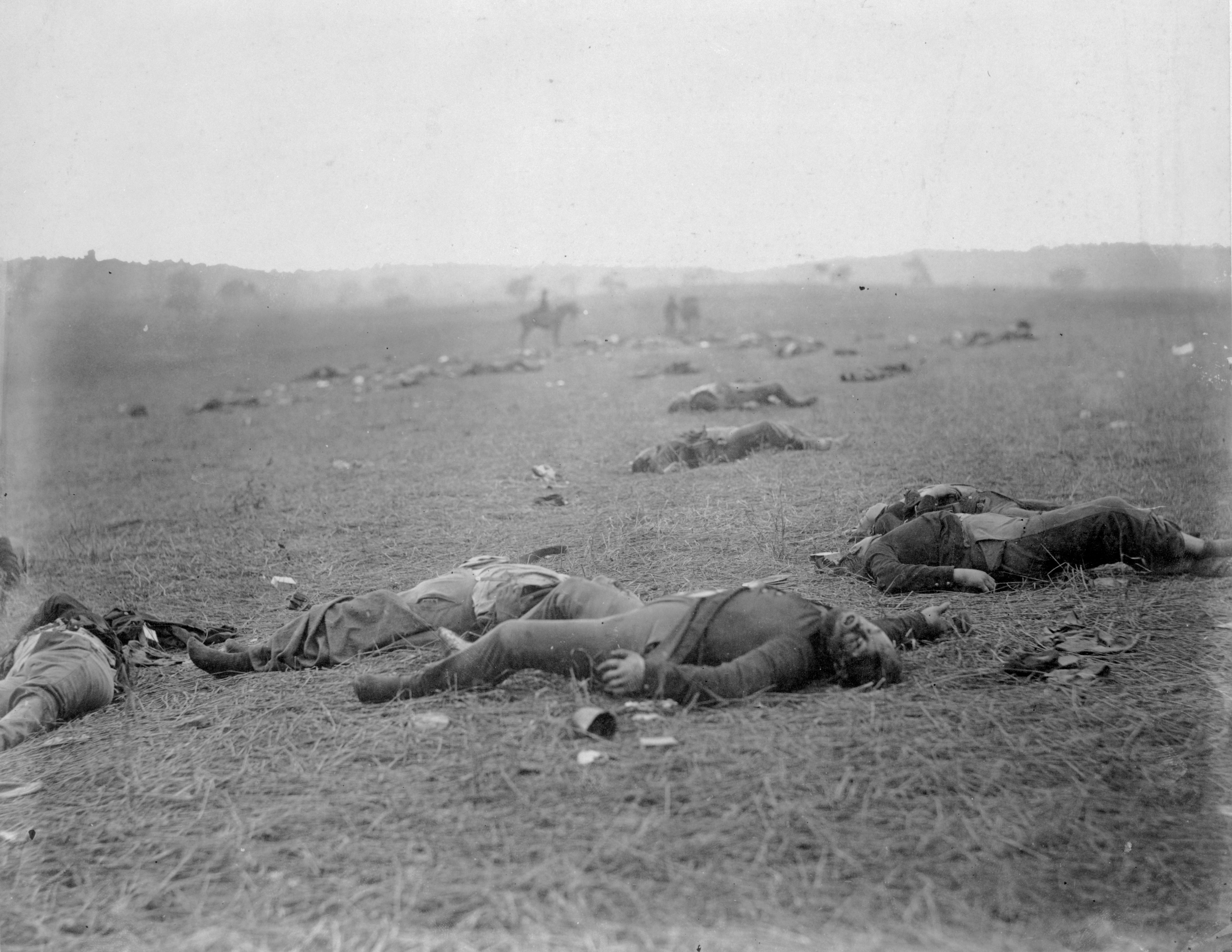
O’Sullivans berühmtestes Foto The Harvest of Death, 1863

Die fundierte Ausbildung, die er bei den beiden Fotografen genoss, veranlassten O’Sullivan nach Ausbruch des Sezessionskrieges mit ihnen als Fotograf ins Feld zu ziehen, um die Schlachten zu dokumentieren. Nach einer ersten Heimkehr von der Front gingen Gardner und O’Sullivan auf der einen und Brady auf der anderen Seite getrennte Wege. Letzterem wurde vorgeworfen, dass er seine Fotografen nicht würdigte, indem er als alleiniger Urheber aller Bilder angegeben wurde. Im weiteren Verlauf des Krieges schaffte es O’Sullivan erfolgreich, das komplizierte Kollodium-Verfahren auf das Schlachtfeld zu übertragen und so wurde er schließlich einer der herausragenden Kriegschronisten. Er dokumentierte viele historisch bedeutende Schlachten, wie beispielsweise 1862 die Zweite Schlacht am Bull Run oder 1865 die Schlacht von Appomattox. Berühmtheit erlangte nach dem Krieg vor allem das Bild The Harvest of Death (zu deutsch: Die Ernte des Todes) aus dem Jahr 1863, für das O’Sullivan die Leichen auf dem Schlachtfeld von Gettysburg fotografiert hatte. Von den vierhundert der allein von der Unionsarmee offiziell angegebenen Kriegsfotografen konnten nach dem Krieg nur wenige herausstechen. Sowohl O’Sullivan als auch Gardner gelang dies. In dem von letzterem veröffentlichten Band Photographic Sketchbook of the Civil War (1866) waren 44 der 100 enthaltenen Bilder von O’Sullivan gemacht worden.

## Expeditionsfotograf
Zunächst kehrte O’Sullivan nach dem Krieg nach Washington D. C. zurück, wo er von dem Geologen Clarence King aufgrund seiner Leistungen im Krieg eingestellt wurde, um bei der bedeutenden Expedition entlang des 40. Breitengrades dabei zu sein. Diese vom Kriegsministerium finanzierte Arbeit sollte das Gebiet zwischen den Rocky Mountains und der Sierra Nevada für den Eisenbahnbau erschließen und gleichzeitig Bodenschätze und Indianerstämme dokumentieren. In den Jahren 1867 bis 1869 entstanden so viele Bilder, unter denen sich auch Amerikas erstes Unter-Tage-Bild befindet, das O’Sullivan im Winter 1867/1868 in Virginia City, Nevada anfertigte. Zurück in Washington D. C., lernte er seine zukünftige Frau Laura Virginia Pywell kennen.

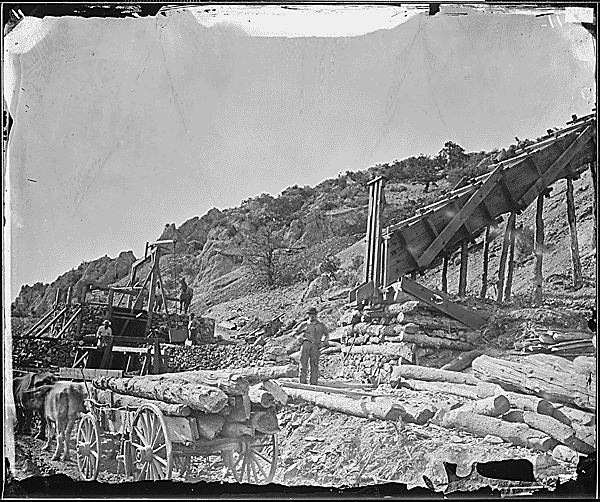
Minenarbeiter in Nevada, 1871

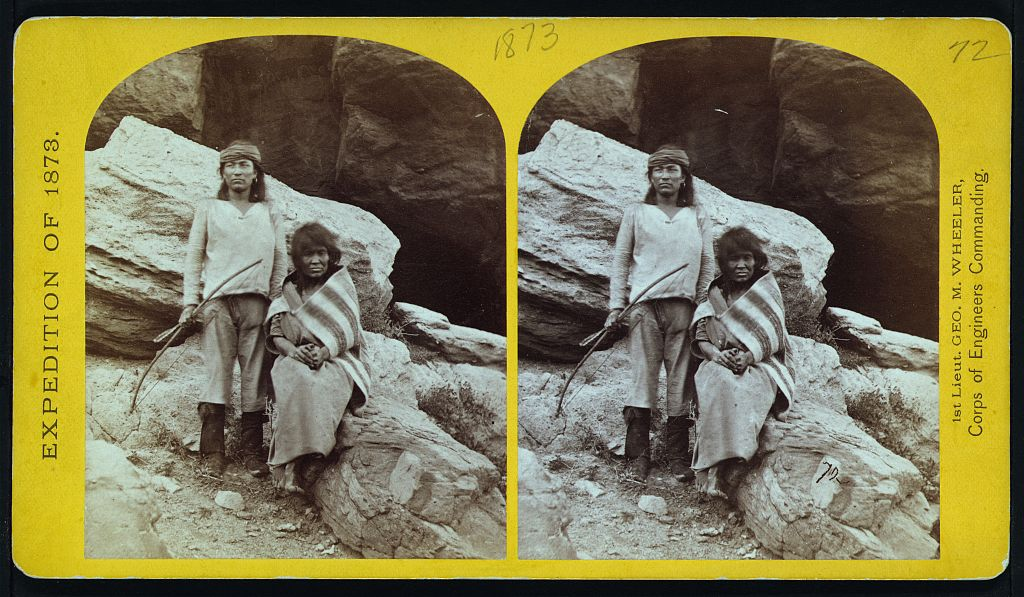
Stereoskopisches Foto eines Kriegers der Diné (Navajo) und seiner Mutter, 1873

Nachdem er im Jahr 1870 aufgrund der tropischen Wetterverhältnisse nur bedingt erfolgreich für die United States Navy in Panama fotografiert hatte, war O’Sullivan 1871 Angehöriger der vom Pionier und Kartografen George Montague Wheeler geführten Expedition im östlichen Nevada und Arizona. Wiederum sollten genaue topografische Daten gesammelt und im Gebiet nach möglichen natürlichen Ressourcen Ausschau gehalten werden. Bei der Rückreise von dieser harten Expedition, bei der das Boot O’Sullivans im Colorado River unterging und er zeitweise ohne seinen Führer und ohne Wasser das Death Valley durchquert hatte, gingen viele der Glasplattennegative zu Bruch. Die übrig gebliebenen Bilder zählten damals jedoch zu den beeindruckendsten Naturdarstellungen. Ein Jahr später fotografierte O’Sullivan wiederum unter Clarence King in Wyoming, Colorado und Utah. Am 11. Februar 1873 heiratete er Laura Virginia Pywell in Washington D. C. Noch im selben Jahr schloss er sich einer zweiten Expedition unter Wheeler an, führte aber dieses Mal selbst einige Nebengruppen. So gelangen ihm nicht nur seine berühmten Landschaftsaufnahmen in der Region des Canyon de Chelly, sondern er konnte auch erfolgreich das Leben der Indianer, vor allem das der Diné auf Bildern festhalten. Die letzten Bilder des Westens entstanden 1874 in Idaho. Hier fotografierte O’Sullivan die Shoshone Falls – 70 Meter in die Tiefe stürzende Wassermassen des Snake River.

## Krankheit und Tod
In den Wintermonaten verbrachte er die meiste Zeit in Washington D. C., wo er und seine Frau im September 1876 ihren Sohn durch eine Totgeburt verloren. O’Sullivan verdiente in dieser Zeit sein Geld lediglich mit dem Verkauf von Abzügen der Bilder, die er bei den Expeditionen gemacht hatte, ohne selbst weiter aktiv zu fotografieren. Nur kurze Zeit arbeitete er im Jahr 1879 für die neu gegründete United States Geological Survey, deren Direktor King war. Als schließlich die Stelle des Fotografen des Finanzministeriums vakant war, bewarb er sich. Er erhielt zu diesem Zweck Empfehlungsschreiben seiner ehemaligen Vorgesetzten Brady, Gardner und King und wurde eingestellt. Doch sowohl er als auch seine Frau waren zwischenzeitlich an Tuberkulose erkrankt und schon nach fünf Monaten musste O’Sullivan seine Arbeit niederlegen. Seine Frau verstarb 1881 im Kreis ihrer Familie und auch er erlag am 14. Januar 1882 den Folgen seiner Krankheit.